# Aeródromo Costa del Sol
El Aeródromo Costa del Sol (OACI: SCSO) es un terminal aéreo ubicado en las proximidades del Lago Rapel, Provincia de Cachapoal, Región del Libertador General Bernardo O'Higgins, Chile. Es de propiedad privado.